# Laura Poitras
Laura Poitras (přechýleně Poitrasová; 2. února 1964, Boston, Massachusetts, Spojené státy americké) je americká režisérka a producentka dokumentárních filmů.
Za svou práci obdržela mnoho cen. V roce 2015 obdržela Academy Award for Best Documentary Feature za dokument Citizenfour, který pojednává o Edwardu Snowdenovi. Vyhrála cenu George Polka za „national security reporting“ (překlad „reportáž o národní bezpečnosti“) související s odhalením dokumentů NSA. Za reportáže o programech NSA získali Laura, Glenn Greenwald, Ewen MacAskill a Barton Gellman společně s deníkem The Guardian a The Washington Post Pulitzerovu cenu.
Laura je jedním z prvních podporovatelů Freedom of the Press Foundation.

## Život
Narodila se v Bostonu. Přála si být šéfkuchařem, a tak strávila několik let ve francouzské restauraci v Bostonu. Po dokončení studií na Sudbury Valley School se přestěhovala do San Francisca, kde ztratila zájem stát se šéfkuchařem. Místo toho začala studovat na San Francisco Art Institute s experimentálním filmařem Erniem Gehrem a Janis Crystal Lipzin. V roce 1992 se přestěhovala do New Yorku aby pokračovala ve tvorbě filmů.

## Kariéra

### Odhalení globálního sledování lidí („Global surveillance disclosures“)
V roce 2013 se Laura Poitras setkala s Edwardem Snowdenem v Hongkongu, kde obdržela, společně se třemi dalšími žurnalisty, kopie uniklých dokumentů NSA. Pouze Laura Poitras a Glenn Greenwald obdrželi všechny archivy NSA, podle Greenwalda.
Poitrasová pomohla s publikací dříve tajných zpravodajských aktivit USA, za které v roce 2013 obdržela cenu George Polka a v roce 2014 Pulitzerovu cenu. Později pracovala s Jacobem Appelbaumem a jinými novináři a spisovateli pro německý deník Der Spiegel, aby zveřejnila úniky o masivním sledováním lidí a jiných aktivitách NSA v Německu.
V říjnu 2013 se připojila společně s Glennem Greenwaldem a Jeremy Scahillem do on-line organizace First Look Media, financované zakladatelem eBay Pierrem Omidyarem. Z této organizace vzniklo více projektů, například The Intercept, což je magazín spuštěný 10. února 2014. Odstoupila z pozice šéfredaktora v září roku 2016, aby se soustředila na Field of Vision, projekt zaměřený na non-fiction filmy.

### Citizenfour (2014)
Dokument o Edwardu Snowdenovi měl premiéru 10. října na filmovém festivalu v New Yorku. Poitrasová sdělila, že film musela editovat v Berlíně, protože se bála, že by byl její materiál zabaven vládou U.S.
Za dokument Citizenfour obdržela cenu Academy Award for Best Documentary Feature v roce 2014.

## Filmografie
- Exact Fantasy (1995)
- Flag Wars (2003)
- Oh Say Can You See (2003)
- My Country, My Country (2006)
- The Oath (2010)
- Citizenfour (2014)
- Risk (2016)